# Pivečkův lesopark
Pivečkův lesopark (dříve park „Pod Obruby”) je park nacházející se ve městě Slavičín nedaleko Luhačovic. Svůj název získal podle rodiny Pivečkových, která jej založila v roce 1940. Park tehdy sloužil jako místo, kde odpočívali především zaměstnanci Pivečkovy továrny na kůže a obuv Japis, nicméně byl určen také jako odpočinkové místo i pro ostatní obyvatele města.

## Výjimečnost lesoparku
Výjimečnost parku dodává nespočet dřevěných replik zvířat, jako třeba smečka sedmi vlků, hlemýžď, slimák, žába, velký kondor, také například vodník a nebo několik podivných dřevěných hub. Mimo jiné se zde nachází dřevěný mostek přes malé jezírko, dřevěný kolotoč nebo dětské hřiště. Park se totiž nachází na okraji města, mimo hlavní komunikace, takže místo není významně rušeno automobily. Rodiče pak mohou relaxovat na kamenných či dřevěných lavičkách nebo se kochat přírodou a užívat si nerušeného klidu. Protože kolem parku vede cyklostezka, zastavují se zde často turisté a návštěvníci z nedalekých Luhačovic.

## Historie
Rok 1860 byl pro Slavičín významným datem. V tomto roce se do města přistěhovala rodina Pivečkových, která zde založila výše zmíněnou továrnu, dříve pod názvem Japis (dnes Prabos); podnik, jenž dodnes, avšak pod jiným vlastníkem, vyrábí obuv, a to zejména pracovní, trekkingovou a vojenskou. Lesopark byl vybudován jako památka na manželku majitele továrny Jana Klimenta Pivečky paní Josefu Pivečkovou, která zemřela v roce 1938 ve věku 46 let. V parku si děti mohly hrát v perníkové chaloupce, s vlkem a Karkulkou, s trpaslíky a nebo jen tak pobíhat po pěšinkách mezi stromy. V roce 1948 byl Pivečkův podnik i s lesoparkem znárodněn. Po perníkové chaloupce a pohádkových postavičkách se doslova slehla zem, cestičky mezi stromy zarostly, stejně jako jezírko a studna. Lesopark už nikdo neudržoval, a tak začal chátrat. Po více než 40 letech se zdevastovanému parku dostává pomoci a to přímo od jeho zakladatelů. Do Slavičína se vrací syn Pivečkových – světově známý švec Jan Pivečka (* 19. 10. 1919 – † 5. 1. 2004) V roce 1997 začal být lesopark kultivován s pomocí Ochránců přírody a nadšenců z řad dobrovolníků. V parku začaly vznikat dřevěné repliky zvířat a další sochy a objekty, jež jsou výsledkem práce studentů z Vysoké školy uměleckoprůmyslové v Praze. Pivečkův lesopark se opět stal jednou z chloub Slavičína.

## Akce
Lesopark slouží také jako místo pro konání řady akcí. Už v minulosti se zde pořádaly ruzné akce pro děti, taneční zábavy, soutěže a podobně.
- Za zmínku stojí známý Helpíkův pohár, což je zdravotně výchovná hra, v níž se školáci učí poskytovat první pomoc přímo v praxi.[3]

- Pohádkový les je další známá akce, jež se každoročně koná právě ve slavičínském lesoparku. Jak už název napovídá, v tento den je park plný všech pohádkových postaviček, jaké si jen člověk dokáže představit. Rodiče s dětmi chodí v parku od jednoho stanoviště ke druhému, kde na ně čeká nějaká postava z pohádky a zadá jim jednoduchý úkol, který musí splnit. Jedná se většinou o různé hry, jako je házení kroužků na Pinocchiův dřevěný nos, trefování míče do koše, skákání v pytlích, apod. Když se to dětem povede, dostanou razítko. Jakmile obdrží razítka za všechna stanoviště, mohou si vybrat nějakou odměnu.